# Trakošćan
Trakošćan är ett slott i närheten av staden Varaždin, beläget i regionen Zagorje i norra Kroatien. Slottet Trakošćan tillhörde sedan mitten av 1500-talet fram till början 1900-talet den kroatiska adelsfamiljen Drašković. I dag är slottet ett museum och ett välbesökt turistmål.

## Historia
Slottet Trakošćan är från 1200-talet och omnämns för första gången 1334. Det är idag okänt vilka som var de första ägarna men under slutet av 1300-talet tillhörde slottet grevarna av Celje. Efter att ätten dött ut förvärvades slottet först av den habsburgske härföraren Jan Vitovac och därefter av den kroatiska banen Ivaniš Korvin som skänkte det till ungraren Ivan Gyulay. Efter att familjen Gyulay dött ut blev slottet statlig egendom. På 1500-talet skänkte den österrikiske kejsaren Maximilian II slottet och tillhörande egendom till den kroatiska greven Juraj Drašković. Slottet förblev i familjen Draškovićs ägo från 1584 till 1944 då familjen i andra världskrigets slutskede emigrerade till Österrike. Strax därefter nationaliserades egendomen som idag ägs av den kroatiska staten. Den siste ägaren innan nationaliseringen var Ivan X Petar Drašković.